# 相島勘次郎

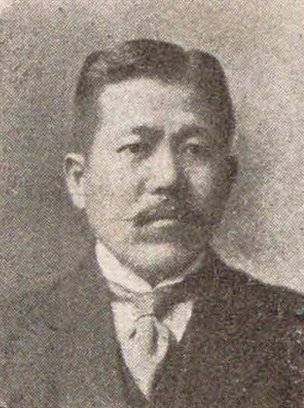
相島勘次郎

相島 勘次郎（あいしま かんじろう、慶応3年12月19日（1868年1月13日） - 昭和10年（1935年）4月4日）は、衆議院議員（立憲国民党）、ジャーナリスト。俳人としても活動し、虚吼と号した。

## 経歴
常陸国筑波郡小田村（現在の茨城県つくば市）出身。慶應義塾大学を卒業後、大阪毎日新聞社に入社。1900年（明治33年）から1902年（明治35年）までのアメリカ留学を経て、1906年（明治39年）に大阪毎日新聞社が東京に毎日電報社を創設すると副主幹となり、1911年（明治44年）に大阪毎日新聞社が東京日日新聞社を買収するとやはり副主幹として編集にあたった。
1912年（明治45年）の第11回衆議院議員総選挙に出馬し、当選。第12回衆議院議員総選挙でも再選された。
その後、雑誌『青年』理事や昭和日日新聞社社長を務めた。